# Pitillas
Pitillas és un municipi de Navarra, a la Comarca de Tafalla, dins la merindad d'Olite.
En el conjunt urbà hi destaquen diverses cases del segle xvii amb blasons barrocs i rococós, un palau carreuat del segle xvii, igual que el seu ajuntament. L'església de San Pedro és gòtic-renaixentista, de principis del s. XVII, amb portada i torre una mica posteriors, segona meitat de segle xvii. El retaule major és una obra barroca de notable qualitat portada a terme entre 1708 i 1711.

## Demografia
| Evolució demogràfica                                | Evolució demogràfica | Evolució demogràfica | Evolució demogràfica | Evolució demogràfica | Evolució demogràfica | Evolució demogràfica | Evolució demogràfica | Evolució demogràfica | Evolució demogràfica | Evolució demogràfica |
| 1996                                                | 1998                 | 1999                 | 2000                 | 2001                 | 2002                 | 2003                 | 2004                 | 2005                 | 2006                 | 2007                 |
| --------------------------------------------------- | -------------------- | -------------------- | -------------------- | -------------------- | -------------------- | -------------------- | -------------------- | -------------------- | -------------------- | -------------------- |
| 614                                                 | 593                  | 577                  | 572                  | 559                  | 546                  | 608                  | 620                  | 584                  | 588                  | 580                  |
| Fonts: Pitillas i Institut d'Estadística de Navarra |                      |                      |                      |                      |                      |                      |                      |                      |                      |                      |

## Personatges il·lustres
- José Cadena y Eleta, bisbe i escriptor (s.XIX - XX)